# Halže
Halže er en lille by og kommune i det vestlige Bøhmen (region Plzeň) i Tjekkiet. Dens tyske navn er Hals. I 2005 har byen 941 indbyggere, og et areal på 35,56 km². Kirken ”Johann og Paul” er bygget 1799-1800.